# أسرة ستينشل
أسرة ستينكيل أو ستينشل (بالسويدية: Stenkilska ätten)، هو اسم حديث يُطلق على السلالة الملكية التي حكمت السويد منذ نحو عام 1060 وحتى عشرينيات القرن الثاني عشر. وقد اشتُقّ اسمها من أول ملوكها، ستينشل، الذي تُشير قائمة الملوك الواردة في قانون فاسترغوتلاند إلى أنه ينحدر من منطقة فاسترغوتلاند، ويُرجح أنه تزوّج من إحدى الأميرات المنتميات إلى السلالة الملكية القديمة التي انقرضت قرابة عام 1060. تُوفي ستينشل حوالي عام 1066، وتظل معرفتنا بالفترة التي تلت وفاته، والتي تمتد لعقدين محدودة وضبابية. وتُفيد الروايات بأن حروبًا أهلية اندلعت فور وفاته بين متنافسين اثنين على العرش، كلاهما يُدعى إريك، وقد يكون أحدهما ابن ستينشل. وأحيانًا ما يُشار إلى هوكان الأحمر بوصفه ابنًا ستينشل أيضًا. وما هو مؤكد أن ستينشل كان والد الملكين هالستن وإنغه الأكبر، بينما كان هالستن بدوره والد الملكين فيليب وإنغه الأصغر. ومع وفاة الأخير، انقرضت سلالة ستينشل من جهة الذكور.
من غير المستبعد أن يكون جميع ملوك السويد خلال القرن الثاني عشر مرتبطين بشكل أو بآخر بأسرة ستينشل. وتشير الصلات المعروفة إلى نسل إنغه الأكبر، الذي أنجب ولدًا وثلاث بنات: مارغريتا فريدكولا، وكاتارينا، وكريستينا، وراغنفالد. وقد طالب ابن مارغريتا، ماغنوس نيلسون، بالعرش السويدي في عشرينيات القرن الثاني عشر، ونجح في أن يُنتخب ملكًا من قِبل قبائل الغيطيين. أما كاتارينا، فأصبحت حماة الملك إريك المقدس، مؤسس أسرة إريك. في حين أصبح راغنفالد جدًا لأم الأمير الدنماركي ماغنوس هنريكسون، الذي طالب بعرش السويد حوالي عام 1160 وقتل كلًا من سفيركر الأكبر وإريك المقدس. لا تُعرف صلة قرابة مباشرة بين أسرة ستينشل وأسرة سفيركر، إلا أن كريستينا إنغسدوتير (ابنة إنغه الأكبر) أصبحت جدة كبرى لزوجة كارل سفيركرسون.

## نبذة
خط الأقطاب والإيرلات قبل ستينشل طبقاً للمَلاحِمُ النوردية:
- سكاغول توست (جمع الدينغيلد (الضرائب التي جمعها الفايكنج) في إنجلترا وكان والد الملكة سيغريد المتغطرسة).
- أولف توستيسون وهو ابن سكاغول توست.
- راغنفولد أولفسون وهو ابن أولف توستيسون، وقد نفاه أولوف سكوتكونونغ إلى قرية ستارايا لاداغا في روسيا.

أعتلى عرش السويد أو فستريوتلاند:
- 1060–1066 : ستينشل[1]
- 1067–1070 : هالستن ستنكيلسون (Halsten)، ابن ستنكيل.
- 1079–1084 : إنغه الأكبر (Inge den äldre)، ابن ستنكيل.
- 1084–1087 : بلوت-سفن (Blot-Sven)، ويُحتمل أنه صِهْر إنغه الأكبر.
- 1087–1110 : إنغه الأكبر (Inge den äldre)، أعتلى العرش مرة ثانية.
- 1110–1118 : فيليب هالستنسون، لم يكن له أبناء.
- 1110–1125 : إنغه الأصغر (Inge den yngre)، لم يكن له أبناء.

قرابة بالدم:
- حوالي 1125 – حوالي 1130 ماغنوس نيلسون (قائمة الحكّام التي نشرها بلاط السويد الملكي تُدرجه كأحد أعضاء سلالة ستينشل)، وكان ابن ابنة إنغه الأكبر.
- حوالي 1150 – 1160 إريك يدفاردسون الذي كان متزوجاً بكريستينا، وهي طبقاً للأساطير النوردية ابنتها لابنة إنغه الأكبر، وقد ابتدأ هذا الزواج سلالة إريك.

(* حوالي 1155 – 1167 كارل سفيركرسون (كانت أمه أرملة إنغه الأصغر) وهو الذي تزوج كيرستن ستيغسداتر، وطبقاً للأساطير النوردية فهي ابنتها لابنة ابنة إنغه الأكبر، وواصل هذان الزوجان سلالة سفيركر المعتلية في حوالي عام 1130)
- 1160–61 ماغنوس هنريكسون (قائمة الحكّام التي نشرها بلاط السويد الملكي تُدرجه كأحد أعضاء سلالة ستينشل، ويذهب البعض ليطلق عليه لقب «آخر» ملوك آل ستينشل وهو مفهوم جدلي من ناحية تصنيف الأنساب)، وكان ماغنوس هنريكسون ابنها لإحدى بنات راغفالد وهو ابن إنغه الأكبر.